# Lipno (Połczyn-Zdrój)
Lipno (deutsch Neu Liepenfier) ist ein Dorf in der polnischen Woiwodschaft Westpommern. Es gehört zur Landgemeinde Połczyn-Zdrój (Bad Polzin) im Powiat Świdwiński.

## Geographische Lage
Das Dorf liegt in Hinterpommern,  acht Kilometer südlich von Połczyn-Zdrój an einer Nebenstraßenverbindung nach Złocieniec (Falkenburg), mitten im Landschaftsschutzpark Dramburg (poln. Drawski Park Krajobrazowy).

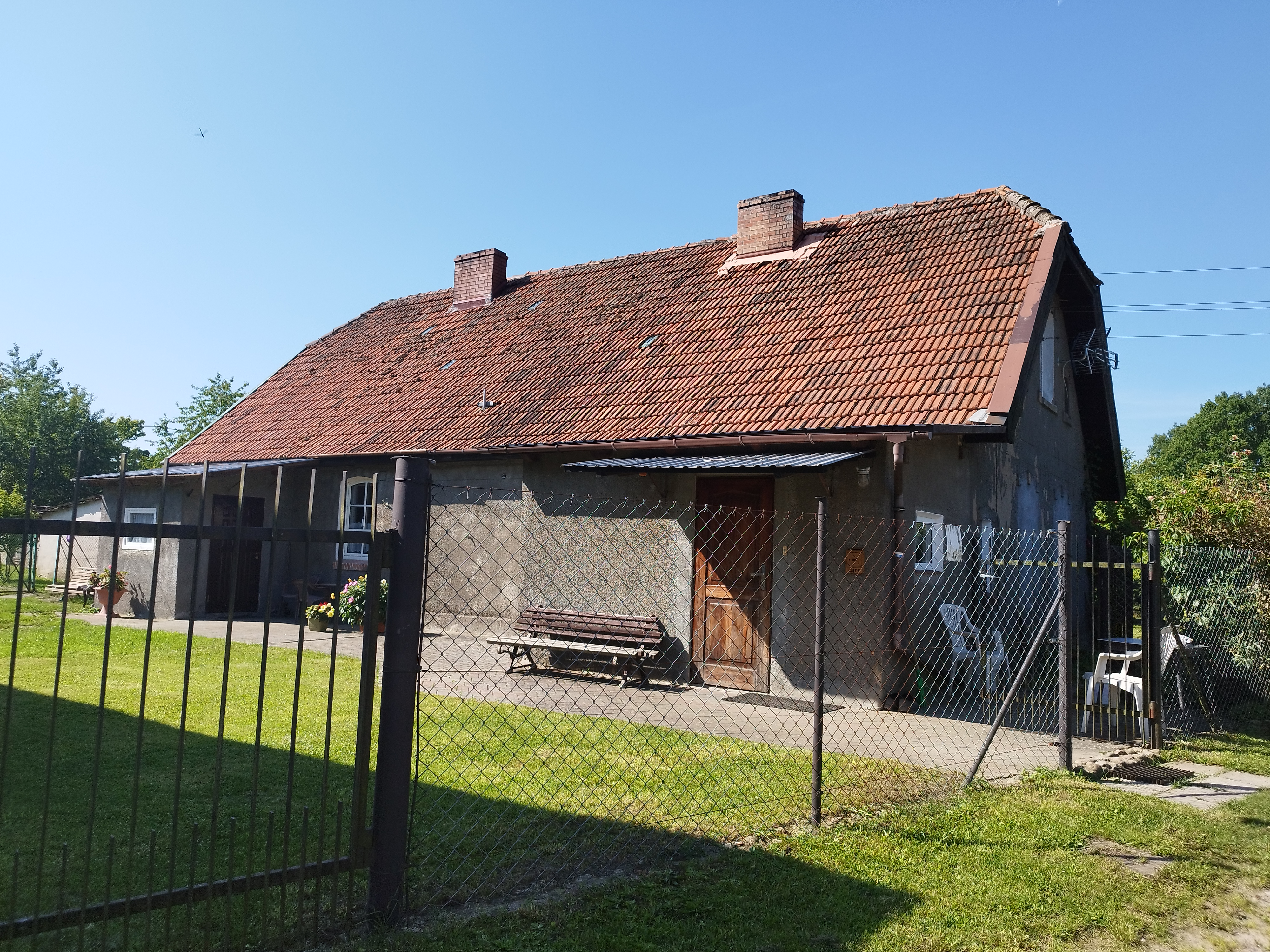
Alleinstehendes bäuerliches Gehöft

## Geschichte
Die Gemarkung der Landgemeinde Neu Liepenfier hatte Anfang der 1930er Jahre eine Flächengröße von 6,8 km², und auf ihr standen insgesamt 39 bewohnte Wohnhäuser an zwei verschiedenen Wohnorten:
- Krug Zamzow
- Neu Liepenfier

Neu Liepenfier hatte eine eigene Schule, die auch von den Kindern aus Gauerkow (Gaworkowo) und Klockow (Kłokowo) besucht wurde.  1939 zählte das Dorf 244 Einwohner.
Bis 1945 gehörte der Ort zum Landkreis Neustettin (heute polnisch: Szczecinek) an der Grenze zum Landkreis Belgard (Persante) (Białogard) in der preußischen Provinz Pommern des Deutschen Reichs.
Gegen Ende des Zweiten Weltkriegs besetzte im Frühjahr 1945 die Rote Armee die Region. Nach Beendigung der Kampfhandlungen wurde Neu Liepenfier zusammen mit Hinterpommern seitens der sowjetischen Besatzungsmacht der Volksrepublik Polen zur Verwaltung überlassen. Von der polnischen Behörde wurde das Dorf nun unter der Ortsbezeichnung  „Lipno“ verwaltet. In der Folgezeit wurde die einheimische Bevölkerung von der polnischen Administration aus dem Kreisgebiet vertrieben. Im Ort siedelten sich zugewanderte Polen an.
Heute bildet Lipno einen Ortsteil innerhalb der Landgemeinde (gmina wiejska) Połczyn-Zdrój.

## Kirche
Kirchlich gehörte Neu Liepenfier einst zur Marienkirche in Bad Polzin, dann zu Bramstädt (Toporzyk) im Kirchenkreis Schivelbein (Świdwin) der Kirchenprovinz Pommern in der Evangelischen Kirche der Altpreußischen Union.
Heute gehört Lipno zur Kirchengemeinde Koszalin (Köslin) in der Diözese Pommern-Großpolen der polnischen Evangelisch-Augsburgischen (lutherischen) Kirche.